# 서구·사하구
서구·사하구는 대한민국의 옛 국회의원 선거구이다. 당시 부산직할시 서구와 사하구 지역을 관할했다.

## 역사
1983년 12월, 서구의 일부 지역이 사하구로 분리되었다. 이에 제12대 국회의원 선거를 앞두고 서구와 사하구를 함께 이루는 서구·사하구 선거구가 신설되었다.
제13대 국회의원 선거를 앞두고 서구 선거구와 사하구 선거구로 각각 분리됨에 따라 폐지되었다.

## 역대 국회의원
| 선거   | 정당 | 정당       | 1위 의원 | 정당 | 정당       | 2위 의원 |
| ------ | ---- | ---------- | -------- | ---- | ---------- | -------- |
| 1985년 |      | 신한민주당 | 서석재   |      | 민주정의당 | 곽정출   |

## 역대 선거 결과

### 대한민국 제12대 국회의원 선거
|  | 51.74% |

|  | 33.54% |

|  | 14.71% |